# C-36
Pour les articles homonymes, voir C 35.

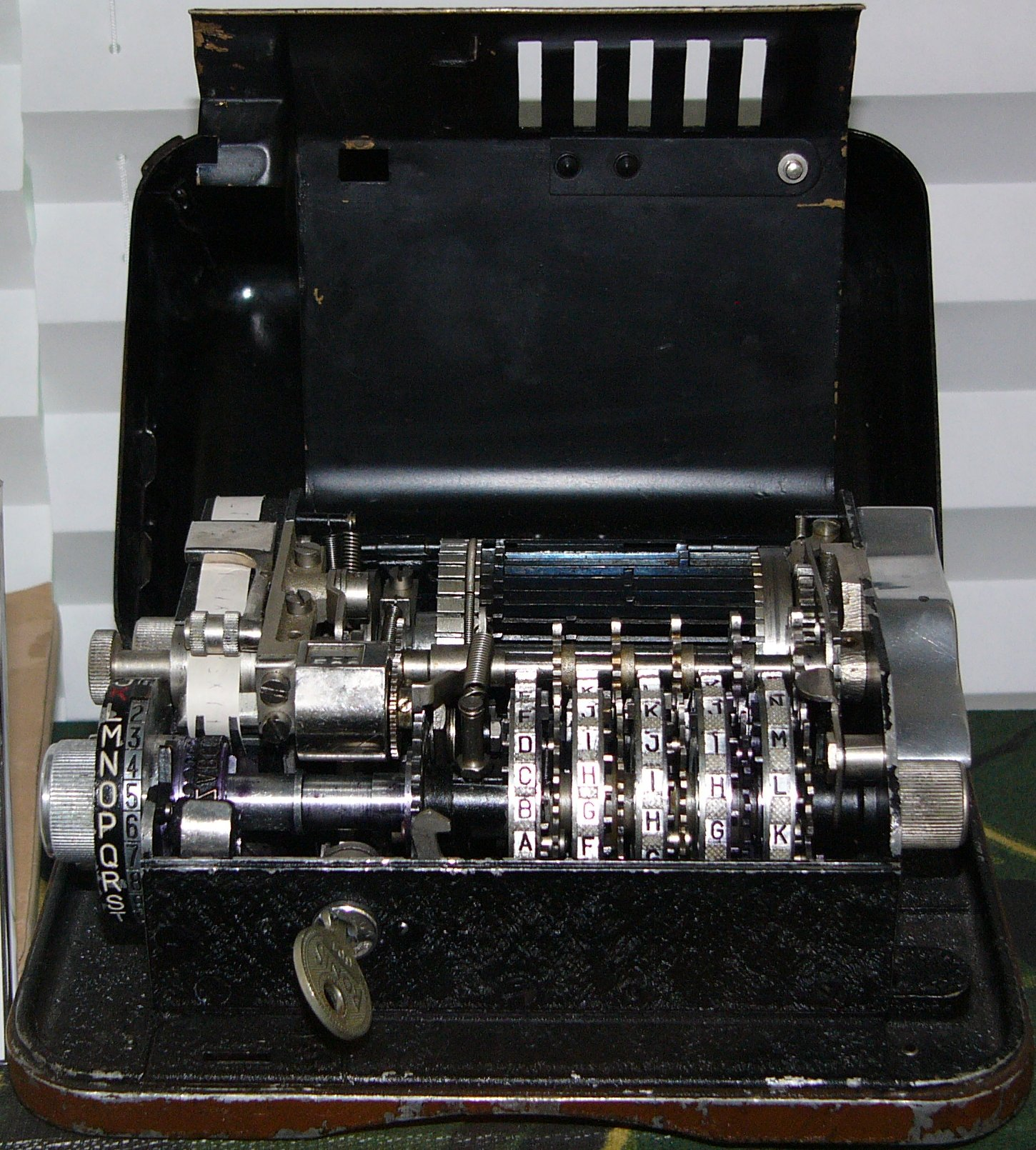
Une C-36 au musée de Bletchley Park.

La C-36 (aussi connue dans les versions C-35 et C-37) est une machine à chiffrer développée avant la Seconde Guerre mondiale par la société A.B. Cryptoteknik du Suédois Boris Hagelin.
En 1934, l'armée française demande à Hagelin de plancher sur une machine à chiffrer/déchiffrer pouvant se transporter facilement sur le front.
À partir d'un cube de bois entrant dans la poche d'une veste de soldat, il définit le calibre final de la machine (de la taille d'un gros dictionnaire).
Le mécanisme de l'appareil s'inspire des précédents outils cryptographiques développés par A.B. Cryptoteknik et d'un appareil à faire la monnaie conçu par Boris Hagelin.
Le premier modèle répondant au cahier des charges de l'armée française sera le C-35.
Ce dernier est amélioré car trop perméable à la cryptanalyse et la machine Hagelin C-36 voit le jour. Elle sera utilisée principalement pour un usage tactique, par l'armée française pour ses petites unités. La marine utilisera elle la C-37.
La C-36 connaitra un gros succès et sera déclinée en de nombreuses versions offrant plus de sécurité, dont la C-38 qui deviendra la fameuse M-209 manufacturée aux États-Unis.